# 亞當斯科納 (伊利諾伊州)
亞當斯科納（英語：Adams Corner）是位於美國伊利諾伊州沃巴什縣的一個非建制地區。該地的面積和人口皆未知。

## 地理
亞當斯科納的座標為38°30′47″N 87°44′31″W / 38.51306°N 87.74194°W，而該地的平均海拔高度為139米（即456英尺）。